# داسویا
داسویا (به انگلیسی: Dasuya) یک منطقهٔ مسکونی در هند است که در بخش هوشیارپور واقع شده‌است. داسویا ۷ کیلومتر مربع مساحت و ۲۰٬۱۱۸ نفر جمعیت دارد و ۲۳۹ متر بالاتر از سطح دریا واقع شده‌است.